# Przybysław (książę meklemburski)
Przybysław (zm. 30 grudnia 1178 w Lüneburgu) – pierwszy książę Meklemburgii w latach 1160–1178.
Przybysław był jednym z trzech synów księcia Obodrytów Niklota. Po śmierci ojca wraz z bratem Warcisławem otrzymał w 1161 od księcia saskiego Henryka Lwa wschodnią część państwa obodryckiego. Bracia mieli w niej panować jako lennicy. Wkrótce jednak wybuchła wojna. Podczas tych walk Warcisław został wzięty do niewoli w 1164 i publicznie stracony w Malechowie z rozkazu księcia saskiego. W 1166 Henryk Lew mając kłopoty w Saksonii zwrócił Przybysławowi jego ziemie jako lenno, jednak bez grodu Zwierzyn (ewentualnie Swarzyn).
Był wiernym sługą Henryka Lwa. Za jego czasów ziemia obodrzycka zaczęła powoli tracić słowiański charakter. W wyniku licznych wojen i powstań Słowian przeciw Sasom, tereny Obodrzyców zaczęły pustoszeć. W związku z tym rozpoczęła się kolonizacja niemiecka, a tym samym posuwała się germanizacja w wyniku zakładania klasztorów i przez osiedlanie się kolonistów. Rozpoczął się okres przeistaczania się księstwa słowiańskiego w terytorialne państwo niemieckie. W 1171 Przybysław ufundował klasztor cystersów w Doberanie i wspierał biskupstwo w Schwerinie. Rok później towarzyszył Henrykowi Lwu w pielgrzymce do Jerozolimy.
Przybysław zmarł w wyniku ran odniesionych podczas turnieju w Lüneburgu. Pochowany został początkowo w Lüneburgu. Ok. 1219 jego szczątki przeniesiono do kościoła w Doberanie.
Żoną Przybysława była Wojsława, prawdopodobna córka księcia pomorskiego Warcisława I.
Jego następcą został syn Henryk Borwin I, ożeniony z Mechtyldą, córką Henryka Lwa.